# Margate (Kent)
Margate ist eine englische Stadt an der nördlichen Küstenlinie der Isle of Thanet zwischen Broadstairs und Herne Bay in der Grafschaft Kent, im Südosten des Vereinigten Königreichs. Die Stadt hat 64.757 Einwohner (Stand: 2017). Die Klippen ihrer Küstenlinie bestehen aus Kreide und sind bekannt für ihre Fossilienfunde.
Vor Margates Küste wurde 2010 der Windpark Thanet vom schwedischen Energieunternehmen Vattenfall in Betrieb genommen.

## Geschichte

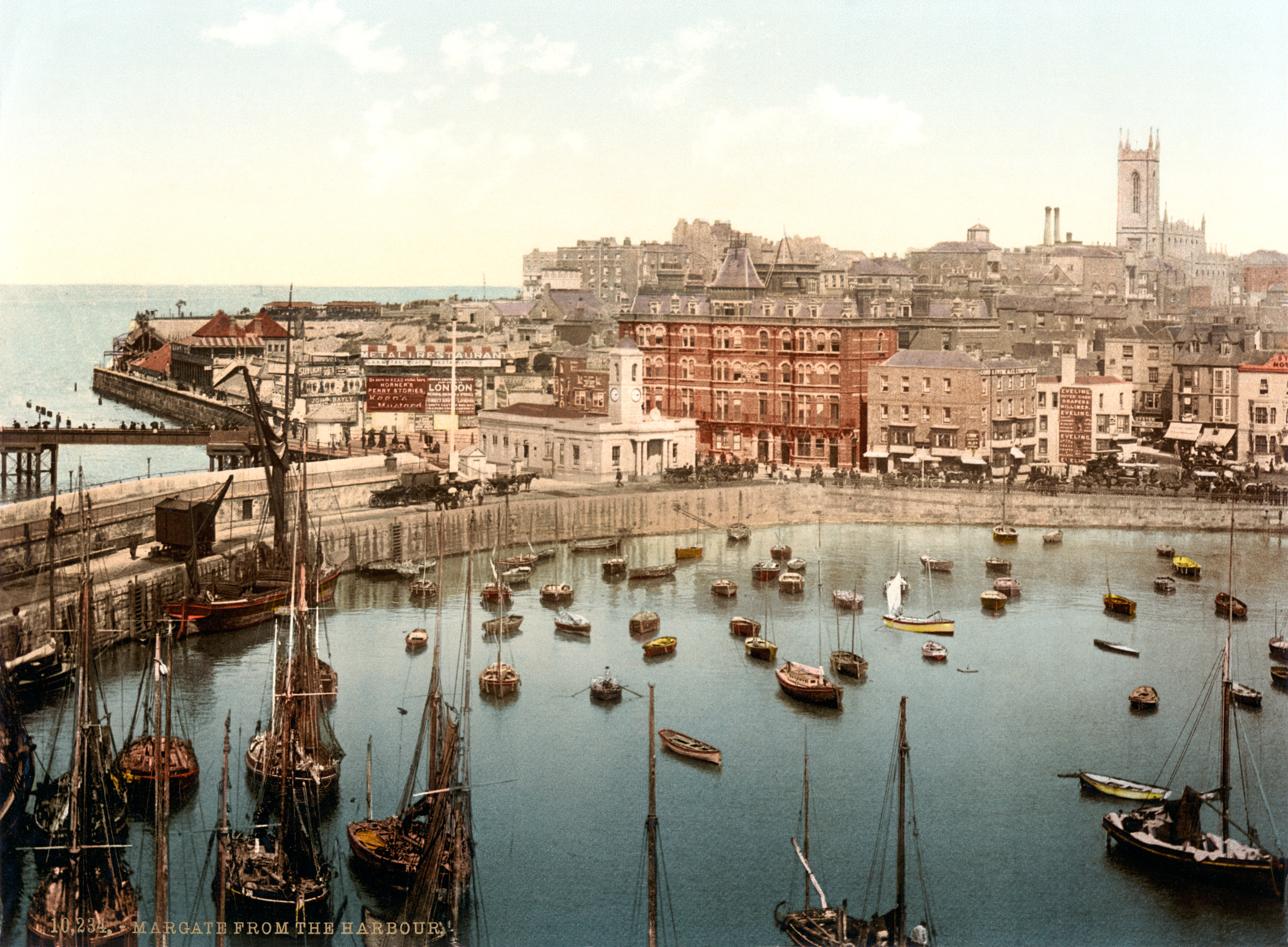
Hafen von Margate (1897)

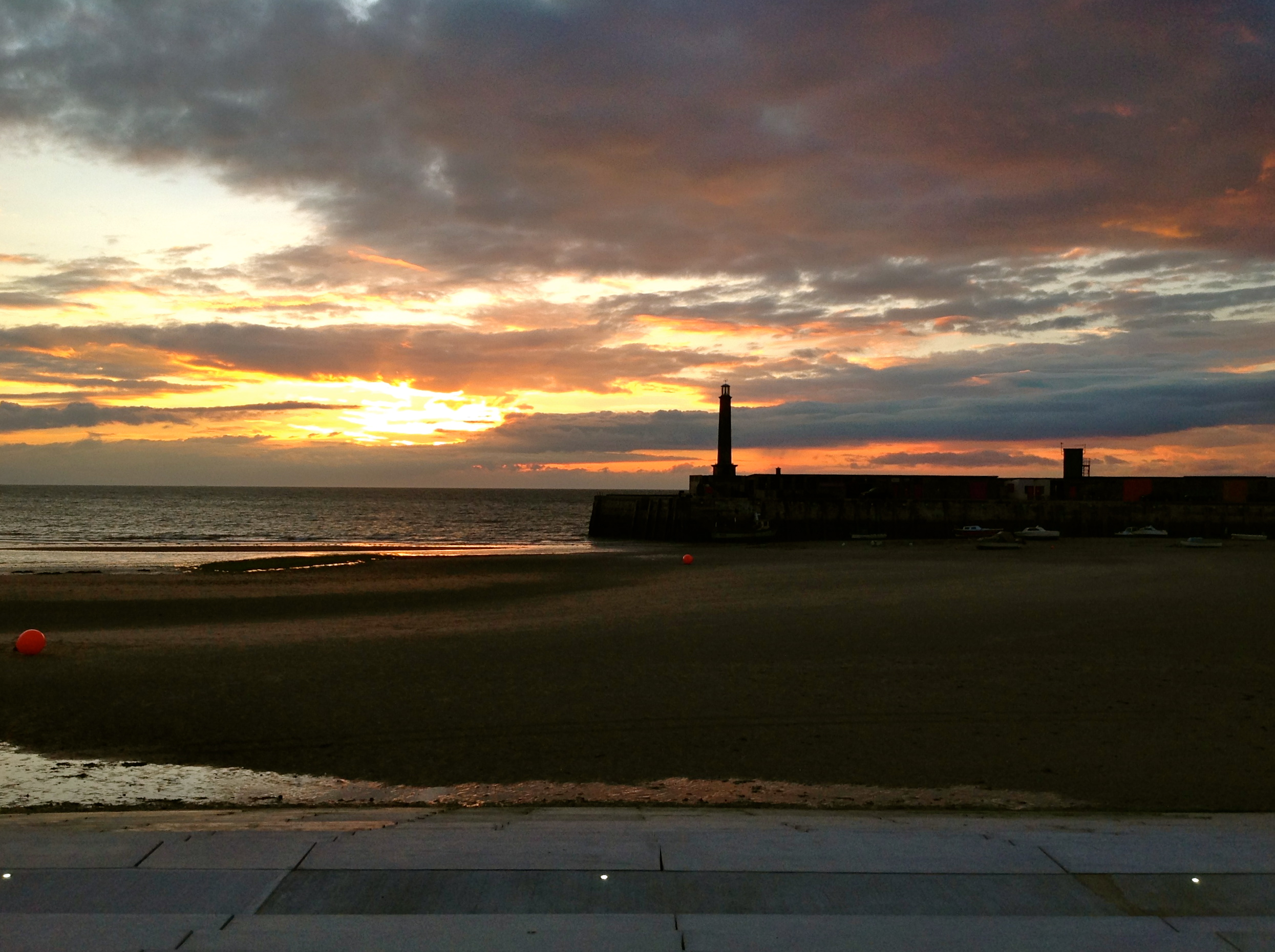
Abendhimmel über Margate (2013)

Um das Jahr 1254 wurde die Stadt unter dem Namen Meregate gegründet und um 1293 als Margate bekannt. Der Name änderte sich noch mehrmals bis in die heutige Zeit. Er soll sich von einer Lücke in den Klippen mit dahinterliegenden Teichen herleiten.
Im 15. Jahrhundert gehörte Margate dem Bündnis der Cinque Ports als Außenposten von Dover an. Ab Mitte des 18. Jahrhunderts entwickelte sich die Stadt zu einem der führenden englischen Seebäder. Genau wie die Nachbarstadt Ramsgate war sie traditionelles Ausflugsziel der Londoner Bevölkerung, die von den Sandstränden angezogen wurden. Die viktorianische Seebrücke wurde 1978 durch einen Sturm zerstört.
Genau wie die anderen Seebäder Brighton und Southend war Margate berüchtigt für die Auseinandersetzungen zwischen Mods und Rockern in den 1960er Jahren und zwischen Mods und Skinheads in den 1980er Jahren.

## Tourismus
Wie die gesamte Region lebt auch Margate überwiegend vom Tourismus, begünstigt durch die Nähe zu London. Neben Individualreisenden kommen insbesondere in den Weihnachtsferien und zum Jahreswechsel (englische) Bustouristen nach Margate, darüber hinaus ist es auch Ziel von Schülersprachreisen.
Seit der Eröffnung des Turner Contemporary hat der Touristenstrom, insbesondere mit Tagestouristen, wieder zugenommen. Allerdings ist auch heute noch jeder zehnte junge Mensch hier ohne Arbeit.
Das Stadtbild wird von einer Promenade geprägt, einem tideabhängigen kleinen Hafen mit einer Mole, einem Sandstrand direkt unterhalb des Ortskerns und B&B-Hotels und Pensionen. In östlicher Richtung geht Margate direkt in den Ortsteil Cliftonville über.
In den 1920er und 1930er Jahren fanden in Margate, wie auch in anderen britischen Seebädern, bedeutende Schachmeisterschaften statt.

## Sehenswürdigkeiten
- Sehenswert sind die großen Crescents aus dem 19. Jahrhundert, eine Reihe von Herrenhäusern. Ein Spazierweg führt über Klippen nach Broadstairs, wo Charles Dickens im Jahr 1850 den Roman David Copperfield verfasste.
- Margate verfügt über zwei Theater, wobei das Theatre Royal als das zweitälteste und das Tom Thumb Theatre als das zweitkleinste Englands gelten.
- In der King Street steht auf einem Sockel aus Feuersteinen ein zweistöckiges Tudor-Fachwerkhaus aus dem 16. Jahrhundert.[5]
- Die Shell Grotto ist eine vermutlich künstlich angelegte Höhle in privatem Besitz, deren Wände aufwändig mit Ornamenten aus über 4,6 Millionen Muschelschalen dekoriert wurden. Über eine nach unten führende Treppe und einen 21 m langen Gang kommt man in einen runden Raum mit innerer Säule, danach erreicht man einen rechteckigen Raum (Altarkammer) mit einer Höhe etwa 4,6 m und Länge von 6,1 m. Die Höhle wurde 1835 von James Newlove entdeckt. Die Herkunft und das Alter der Grotte konnten bislang nicht geklärt werden.
- Das Museum Turner Contemporary nach einem Entwurf des englischen Architekten David Chipperfield wurde im April 2011 eröffnet. Der Namensgeber William Turner ging in Margate zur Schule und besuchte die Stadt regelmäßig bis an sein Lebensende.

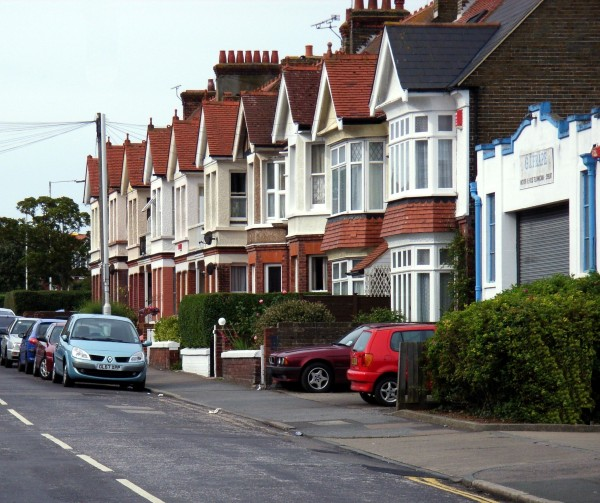
Typische Straße in Cliftonville (2009)

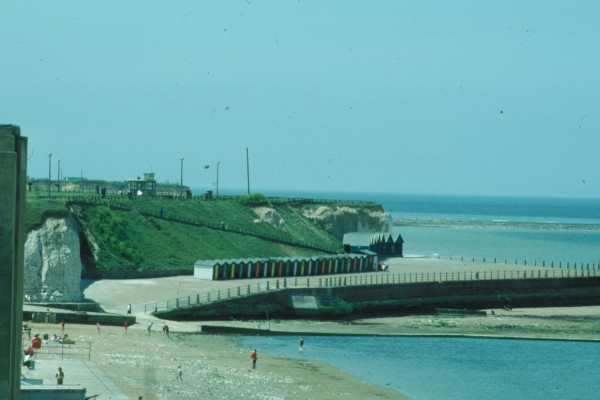
Küstenlinie im Ortsteil Cliftonville

## Stadtteile
- Margate
- Cliftonville
- Garlinge
- Palm Bay
- Westbrook

## Partnerstädte
- Idar-Oberstein (Deutschland) seit 1981
- Jalta (Ukraine)

## Politik
Seit 1983 stellen die Konservativen für den Wahlbezirk North Thanet und Herne Bay den Parlamentsabgeordneten. Bei der letzten Wahl im Jahre 2010 erreichten sie 52,7 %. Die Labour Partei erzielte 21,5 %, die Liberalen 19,4 % und die Unabhängigen 6,5 %.
Seit 1857 bestand Margate als eigenständiger Gemeindebezirk (Municipal Borough). 1974 wurde die Stadt Teil des Distrikts von Thanet der Grafschaft Kent. Die Stadt besteht aus den sieben Wahlbezirken Margate Central, Cliftonville West, Cliftonville East, Westbrook, Garlinge, Dane Valley und Salmestone. Dort werden 17 der 56 Sitze des Distriktrats von Thanet gewählt. Bei der Wahl 2007 errangen die Konservativen neun Sitze, die Liberalen sieben Sitze und ein Sitz ging an die Unabhängigen.

## Schulen

### Grundschulen
- Palm Bay
- Drapers Mills
- Garlinge
- Cliftonville
- Holy Trinity and St John’s
- Salmestone
- St Gregory’s katholische Grundschule

### Weiterführende Schulen
- Hartsdown Technology College
- St Anthony’s
- Kind Ethelbert's

### Privatschulen
- Farrow House
- Laleham Gap

### Oberschulen
- Chatham House
- Clarendon House
- Dane Court (Broadstairs)

## Wirtschaft
Die Arbeitnehmer der Stadt teilen sich auf folgende Beschäftigungszweige auf: 17 % im Einzelhandel, 16 % im Gesundheits- und Sozialwesen, 13 % im Handwerk, 9 % in der Baubranche, 5 % öffentliche Verwaltung, 6 % Hotels und Restaurants, 2 % Finanzdienstleistungen, 1 % Landwirtschaft und 6 % andere öffentliche Dienstleistungen.
Die Arbeitslosigkeit in der Stadt liegt höher als der landesweite Durchschnitt, was insbesondere im nachlassenden Tourismus der letzten Jahre begründet liegt.

## Medien
Es erscheinen zwei Lokalzeitungen in Margate. Die Isle of Thanet gazette und die Thanet Times, die zur Verlagsgruppe Northcliffe Media gehören. Kostenlose Zeitungen der Stadt sind die Thanet Extra der KM Group und yourthanet der KOS Media.
Empfangbare Radiosender sind die Lokalradiostation KMFM Thanet der KM Group, Academy FM, sowie die landesweiten Radioprogramme von Heart Kent, Gold radio und BBC Radio Kent.

## Söhne und Töchter der Stadt
- Ana Lily Amirpour (* 1980), amerikanische Filmregisseurin und Drehbuchautorin
- Ballard Berkeley (1904–1988), Schauspieler
- Alfred Deller (1912–1979), Countertenor
- Tracey Emin (* 1963), Künstlerin
- Antonia Pemberton (* 1927), Schauspielerin
- Eric Richard (* 1940), Schauspieler
- Geoffrey Wales (1912–1990), Holzschneider, Grafiker und Kunstpädagoge
- David Watkin (1925–2008), Kameramann

## Mit Margate verbundene Persönlichkeiten
- William Turner, Landschaftsmaler, ging in Margate zur Schule, das Turner Contemporary wurde nach ihm benannt

## Belege
1. ↑  City Populations
2. ↑  National Piers Society (abgerufen am 6. Januar 2011) (Memento vom 24. August 2011 im Internet Archive)
3. ↑  There is an unflattering portrait of skinheads and a Cockneyfied Margate in Paul Theroux, The Kingdom by the Sea, 1983:24-26.
4. ↑   Johanna Kuroczik: Pretty in Pink, in: Frankfurter Allgemeine Sonntagszeitung, 10.8.2025, S. 45
5. ↑  Tudor House. Historic England, abgerufen am 9. März 2025 (englisch).
6. ↑  Election 2010. bbc.co.uk, abgerufen am 28. Januar 2011 (englisch).
7. ↑  2007 Election results. Thanet District Council, archiviert vom Original am 28. Oktober 2007; abgerufen am 29. März 2007 (englisch).
8. ↑  Archivierte Kopie (Memento vom 4. September 2012 im Webarchiv archive.today)